# Leonard Maltin's Movie Guide
Leonard Maltin's Movie Guide var ett amerikanskt filmlexikon, med en samling korta filmrecensioner s.k. capsule reviews i bokformat, som gavs ut för första gången 1969. Det uppdaterades sedan vartannat år från 1978, och årligen från 1986. Den sista utgåvan publicerades i september 2014, efter 45 år. Lexikonet hette ursprungligen TV Movies, vilket blev till Leonard Maltin's TV Movies and Video Guide och sedan Leonard Maltin's Movie and Video Guide, innan den fick sin slutgiltiga titel. Lexikonet är uppkallat efter huvudredaktören, filmkritikern och filmhistorikern Leonard Maltin, som också bidragit med en stor del av recensionerna.
Boken uppdaterades årligen med recensioner av nya filmer, år 1999 innehöll den drygt 19 000 titlar, 2009 års upplaga 17 000 och den sista upplagan för 2015 drygt 16 000. För att få plats med nya recensioner lyftes ett stort antal recensioner av äldre filmer (från 1960 och tidigare) ut till en egen volym 2005, Leonard Maltin's Classic Movie Guide.
Varje recension innehåller filmens titel, regissör, skådespelare, samt ett kortfattat omdöme, och ett betyg. Det lägsta betyget är "BOMB", följt av 1½ stjärna, upp till det högsta betyget, fyra stjärnor. Vanligen finns också symboler som visar om filmen finns tillgänglig på VHS, DVD eller laserdisc, samt filmens MPAA-klassificering (åldersgränsrekommendation).
Maltin lyckades i lexikonet även åstadkomma världens kortaste recension (2 av 4 stjärnor i betyg till musikalen Isn't It Romantic? från 1948), som enligt Guinness Rekordbok endast bestod av ordet "nej" (org.; "No").

## Bomber
Bland de filmer som Maltin ger det lägsta betyget "BOMB" återfinns, förutom hundratals filmer som vanligen listas som de värsta filmerna genom tiderna, även filmer som 3000 Miles to Graceland, 88 Minutes, College, Ballistic, American Gigolo, Woody Allens Anything Else, The Benchwarmers, Älskade, dröj hos mig, Fåfängans fyrverkeri, Kapten Trubbel, Celtic Pride, The Dukes of Hazzard, Endless Love, Den vilda fighten, Fear and Loathing in Las Vegas, Four Rooms, Gullivers resor, Mame, Missouri Breaks, Karl-Alfred, Pret-a-Porter, nyinspelningen av Psycho från 1998, nyinspelningen av Sleuth från 2007, Dockornas dal och Your Highness.

## Svensk version
Bonniers stora filmguide (tidigare känd som Bonniers stora film- & videoguide, svensk huvudredaktör: Mårten Blomkvist) är huvudsakligen en förkortad och översatt utgåva av Maltins bok, med recensioner av svenska filmer tillagda.